# ADM-Masse
Die ADM-Masse (nach Richard Arnowitt, Stanley Deser und Charles W. Misner 1961) ordnet Lösungen der Feldgleichungen der Allgemeinen Relativitätstheorie eine Masse zu, die an ihrer gravitativen Auswirkung in großem Abstand abgelesen werden kann. Die ADM-Masse ist für asymptotisch flache Raumzeiten definiert.

## Definition
Sei {\displaystyle M} eine asymptotisch flache Riemannsche Mannigfaltigkeit (also ein Raum, dessen Krümmungstensor im Unendlichen verschwindet) mit Metrik {\displaystyle g}. Dann ist die ADM-Masse gegeben durch
{\displaystyle m_{ADM}(M,g):=\lim _{R\to \infty }\,{\frac {1}{16\,\pi }}\sum _{\mu ,\nu =1,2,3}\,\,\int _{\partial K_{R}}\left({\frac {\partial }{\partial x_{\mu }}}\,g_{\nu \nu }-{\frac {\partial }{\partial x_{\nu }}}\,g_{\nu \mu }\right)\,\mathrm {d} n^{\mu }},
Dabei ist {\displaystyle K_{R}} eine Kugel mit Radius {\displaystyle R} und Oberfläche {\displaystyle \partial K_{R}\,,} {\displaystyle n} ist die nach außen zeigende Oberflächennormale. 
Die ADM-Masse kann also aus metrischen Größen in großer Entfernung von der Materie bestimmt werden. Nach dem Positive-Masse-Theorem ist die ADM-Masse positiv, {\displaystyle m_{ADM}>0\,,} wenn die schwache Energiebedingung erfüllt ist.

## Beispiel
Für die Schwarzschild-Metrik ist die ADM-Masse {\displaystyle m_{ADM}} gleich der Masse des schwarzen Lochs, die man am Schwarzschildradius abliest. Dabei ist überall, außer im Ursprung, Vakuum, das heißt dort verschwindet der Energie-Impuls-Tensor, also {\displaystyle T_{\mu \nu }=0}.